# 保胜乡
保胜乡，是中华人民共和国四川省眉山市彭山区曾经下辖的一个乡。2019年12月，撤销保胜乡，将其所属行政区域划归公义镇管辖。

## 行政区划
保胜乡撤销前下辖以下地区：
保胜场社区、胜利村、佛岩村、龙安村、金岗村、天柱村和连桥村。